# Michael Barratt
Michael Reed Barratt (* 16. dubna 1959, Vancouver, Washington, USA) je americký lékař s od července 2000 astronaut, člen oddílu astronautů NASA. Při každé ze svých 3 kosmických misích v letech 2009, 2011 a 2024 zavítal na Mezinárodní vesmírné stanici (ISS), dvakrát na půl roku, jednou na dva týdny. Dvakrát vystoupil do volného vesmíru a je jedním z nemnohých členů klubu astronautů, kteří letěli do vesmíru ve třech různých typech kosmických lodí.

## Mládí a vzdělání
Michael Barratt se narodil ve Vancoueru na severozápadě Spojených států, rodina žila ve městě Camas ve státě Washington. 
Roku 1981 Barratt získal titul bakaláře zoologie na University of Washington, o čtyři roky později se stal doktorem medicíny na Northwestern University. Zde působil jako lékař ještě tři roky. Potom pracoval v Veterans Administration Lakeside Hospital v Chicagu (1988–1989) a Wright State University (1989–1991).
Od roku 1991 pracoval v NASA. zprvu v oddělení rozpracovávajícím systémy ventilace na stanici Freedom, od roku 1992 jako lékař. Rok 1994 strávil ve Středisku přípravy kosmonautů v Rusku, v rámci zabezpečení letu STS-71 na Mir.

## Astronaut
V červenci 2000 byl vybrán mezi astronauty NASA. Absolvoval všeobecnou kosmickou přípravu a získal kvalifikaci letový specialista. 
V únoru 2007 byl jmenován náhradníkem Michaela Finckeho, velitele Expedice 18, odstartovavšího v říjnu 2008. Současně se od srpna 2007 připravoval na funkci palubního inženýra Expedice 19.

### 1. let – Sojuz TMA-14
Do vesmíru odstartoval Barratt v Sojuzu TMA-14 26. března 2009, s Gennadijem Padalkou a již podruhé letícím vesmírným turistou Charlesem Simonyim. Členové nové základní posádky převzali stanici od stávajícího osazenstva – Expedice 18, ze které přešel do Expedice 19 Kóiči Wakata. Ostatní kosmonauti z Expedice 18 a Simonyi se 8. dubna vrátili na Zem. Padalka, Barratt a Wakata zůstali na stanici a věnovali se běžné vědecké a provozní činnosti. Od 29. května se k nim připojila tříčlenná posádka Sojuzu TMA-15, na stanici od té doby pracuje šestičlenná posádka jako Expedice 20.. V červnu 2009 absolvoval s Padalkou 2 výstupy do volného prostoru a v 11. října s ním – a s kanadským vesmírným turistou Guyem Lalibertém – v Sojuzu TMA-14 přistáli v Kazachstánu. Padalka s Barrattem si zapsali do statistik 198 dní, 16 hodin a 42 minut letu.

### 2. let – STS-133
Po několika odkladech z původního termínu v listopadu 2010 absolvoval Barratt na přelomu února a března 2011 dvoutýdenní let na ISS s pěti kolegy STS-133, poslední misi raketoplánu Discovery. Hlavním úkolem mise bylo přípojení plošiny ELC 4 a doručení víceúčelového logistického modulu „Leonardo“ a jeho trvalé připojení k modulu Unity. Součástí programu byly i dva výstupy do volného vesmíru, kterých se ale Barratt tentokrát nezúčastnil. Od startu připojení náhradních dílů k Mezinárodní vesmírné stanici (ISS). Mezi startem 24. února a přistáním 9. března 2011 celá posádka nasbírala 12 dní, 19 hodin a 4 minuty kosmického letu. 

### 3. let – SpaceX Crew-8
Barrattovo zařazení do hlavní posádky mise SpaceX Crew-8 nejprve neformálně vyplynulo z fotoreportáže na webu Střediska přípravy kosmonautů J. A. Gagarina v dubnu 2023, kde čtveřice cvičila jako záložní posádka Crew-7. NASA své tři nominace pro Crew-8 definitivně potvrdila na začátku srpna 2023.
Po nejasnostech s termínem a dvou odkladech již určených startů kvůli počasí mise začala vypuštěním kabiny Crew Dragon Endeavour z Kennedyho vesmírného střediska 4. března 2024 v 03:53:38 UTC,  k Mezinárodní vesmírné stanici (ISS) se připojila 5. března 2024 v 07:28 UTC. Loď se poté 2. května 2024 přesunula z předního na horní port modulu Harmony, aby uvolnila přední port a umožnila tak jednodušší přílet kosmické lodi Starliner při nadcházejícím testovacím letu s posádkou Boeing Crew Flight Test. Pro případ, že by se lodi nepodařilo se znovu připojit a členové posádky by zůstali na stanici bez záchranného plavidla, byla kompletní posádka během přesunu na palubě. Crew-8 se od předního portu stanice odpojila v 12:57 UTC a k hornímu se připojila ve 13:46 UTC.
Během letu se Barrat 24. června 2024 společně s Tracy Caldwellovou Dysnovou připravoval na svůj již třetí výstup do vesmíru kvůli sběru vzorků mikroorganismů na povrchu stanice a odstranění vadného hardwaru. Z toho ale nakonec sešlo kvůli úniku chladicí kapaliny z jednoho ze skafandrů v poslední fázi před opuštěním stanice. Oběma astronautům byl sice přiznán výstup v délce 31 minut pobytu ve vakuu, ale fakticky se z přechodové komory vůbec nedostali.
Barratt spolu s velitelem Matthewem Dominickem, astronautkou Jeanette Eppsovou a ruským kosmonautem Alexandrem Grebjonkinem měli strávit na ISS zhruba půl roku během dlouhodobé Expedice 71. Kvůli změně programu letů vyvolané problémy s lodí Starliner, která v červnu 2024 k ISS přiletěla na certifikační misi Boeing Crew Flight Test, a později kvůli nepříznivému počasí v lokalitách pro přistání se však jejich pobyt ve vesmíru protáhl na 235 dní, což z něj udělalo nejdelší let americké kosmické lodi v historii. Přistáli 25. října 2024 v 07:29.02 UTC do Mexického zálivu, nedaleko pobřeží Floridy u města Pensacola.